# Cynoglossus monopus
Cynoglossus monopus är en fiskart som först beskrevs av Bleeker, 1849.  Cynoglossus monopus ingår i släktet Cynoglossus och familjen Cynoglossidae. Inga underarter finns listade i Catalogue of Life.